# Neonauclea sericea
Neonauclea sericea är en måreväxtart som beskrevs av Colin Ernest Ridsdale. Neonauclea sericea ingår i släktet Neonauclea och familjen måreväxter. Inga underarter finns listade i Catalogue of Life.